# 第94屆奧斯卡金像獎
第94届奥斯卡金像獎（英語：94th Academy Awards）是美國電影藝術與科學學會為表彰2021年3月1日至12月31日上映的傑出電影所頒發的獎項，並定於2022年3月27日在加利福尼亚州好莱坞的杜比剧院举行頒獎典禮，提名名单于2022年2月8日由演員特蕾西·埃莉斯·罗斯與萊斯利·喬丹公布。頒獎典禮由喜劇製片威爾·帕克擔任製作，透過ABC的晨間新聞節目《早安美國》於2月15日正式宣佈，本屆將由艾米·舒默、雷吉娜·霍尔與旺达·塞克丝三名喜劇女演員共同主持，終結連續三年未設典禮主持人的情景。
由Netflix發行的《犬山記》以12項提名成為入圍大贏家，由華納兄弟與傳奇影業共同發行的史詩科幻片《沙丘》則以10項提名居次，並由後者贏得最多獎項。本屆入圍名單創下多項影史紀錄，《犬山記》導演珍·康萍成為獲得最多次導演獎提名的女性，《贝尔法斯特》的編導簡尼夫·班納成為獲得最多不同獎項提名的影人，特洛伊·科特蘇爾是首位入圍暨得獎的失聰男性，《驾驶我的车》是首部入圍最佳影片的日本電影，並贏得最佳國際影片，丹麥電影《漂浪人生》則一舉入圍動畫長片、紀錄長片與國際影片三項影片獎。
典礼期间，负责颁发最佳纪录片的喜剧演员克里斯·洛克以威尔·史密斯的妻子潔達·蘋姬·史密斯脱发作為笑話段子，威尔因此走上台搧了他一巴掌。事件成为当晚最大焦点，引起舆论轰动，也间接带动了收视率。根据尼尔森媒体研究的数据，典礼电视转播吸引1662万名观众收看，比去年略有提升，但仍是收视率第二低的一届，且为历届所有未受疫情影响的奥斯卡金像奖颁奖典礼中收视率最低的一届。

## 簡介
由於受到2019冠状病毒病疫情的持續影響，第93屆奧斯卡金像獎修改後的資格標準將在本屆維持——例如允許串流媒體上映的電影報名參賽。本届資格日期將於2021年12月31日正常結束；由於第93屆奧斯卡金像獎的資格日期被推遲，因此只有在2021年3月1日之後發行的電影才有資格。
學會在2020年4月宣布，由本屆开始，每年将提名十部最佳影片；自第84届奥斯卡金像奖以来，根据投票过程的结果，有五到十部电影被提名为最佳影片。而獲得最佳原創音樂資格所需的最低原創音樂數量已從60%減少到35%。最佳原創歌曲的提交上限將改爲每部電影五首。最佳音效的提名初賽將有10名被提名者。此外，最佳動畫短片、最佳紀錄片短片和最佳實景短片獎類別的入圍名單將由10部電影擴展到15部電影。
頒獎典禮定於2022年3月27日在杜比劇院舉行；據報導，選擇此日期是為了不與2022年北京冬奧會（2022年2月4日至20日）和第五十六屆超級碗（2022年2月13日在洛杉磯地區舉辦）衝突。另外学院于2022年2月22日宣布典礼会有所缩短，其中最佳化妆与发型设计、最佳纪录短片、最佳剪辑、最佳原创音乐、最佳布景、最佳动画短片、最佳实景短片和最佳音响八个奖项不会现场颁奖，而改在典礼开始一小时前提早颁奖。Screen Rant披露学院因应转播方ABC的要求缩短流程，旨在挽回上届低迷的收视率，否则典礼可能会被ABC取消转播。相关安排引发业界不满，喜剧演员巴顿·奥斯瓦尔特批评此举“愚蠢”、“不尊重受影响的获奖者”，《综艺》杂志编辑杰斯·唐凯（Jazz Tangcay）批评“侮辱电影制作的艺术”。
出席活动的提名人和嘉宾须遵守COVID-19防疫规定，出示疫苗接种证明及两次PCR检测阴性结果，而表演者和主持人无需接种疫苗，只需进行“严格的病毒检测”，预计典礼当晚2500名观众将在口罩规定松绑的情况下坐满杜比剧院。
为展现“影迷大团结”（Movie Lovers Unite）的主题，学院与Twitter共同举办“最受影迷欢迎奖”（Oscars Fan Favorite）和“欢呼时刻”（Oscars Cheer Moment）评比活动，由影迷评选出人气最高的两部电影。得奖影片在颁奖典礼期间公布，但不计入正式奖项。投票期为2022年2月14日到3月3日，每位用户每日最多投20票，“欢呼时刻”最后五强名单在2月24日公布，最后五强为复仇者集结（《復仇者聯盟：終局之戰》）、艾菲·怀特演唱《And I Am Telling You I'm Not Going》（《梦幻女郎》）、闪电侠速度力量（《查克·史奈德之正義聯盟》）和蜘蛛侠集结（《蜘蛛侠：英雄无归》）。最受影迷欢迎奖方面，截至2022年2月28日，排名前十的影片包括《灰姑娘》、《惡水真相》、《活屍大軍》、《蜘蛛人：無家日》、《倒數時刻》、《西城故事》、《查克·史奈德之正義聯盟》、《沙丘》、《疾厄》、《犬山記》、《歡樂好聲音2》和《自殺突擊隊：集結》，最终由《活屍大軍》成为最受影迷欢迎的影片。意见认为该活动是在变相设置最佳人氣電影獎。
适逢詹姆斯·邦德系列电影上映60周年及1972年最佳影片《教父》上映50周年，典礼将特别设置纪念环节。为吸引年轻观众，《魔法满屋》配音演员爱达莎、史蒂芬妮·碧翠絲、毛罗·卡斯蒂略、卡萝莱娜·盖坦、黛安·格雷罗将和歌手貝姬·G与路易斯·馮西一同献上影片主题曲《我們不提布魯諾》的首次现场表演。歌曲未获本届最佳原创歌曲提名。
主持人舒默计划邀请乌克兰总统弗拉基米尔·泽连斯基透过卫星直播或录影发表讲话，吸引大众关注俄罗斯对乌克兰的入侵。身处乌克兰战争前线拍摄纪录片的奥斯卡影帝西恩·潘在接受有线电视新闻网采访时扬言如果学院不邀请泽连斯基讲话，就当众把自己的奥斯卡奖杯熔掉。最终泽连斯基未在典礼中讲话，改由主办方设置默哀环节纪念乌克兰人民。
中国大陆及香港的转播商连续第二年暂停转播颁奖典礼，原因未知。台湾國家電影及視聽文化中心董事长蓝祖蔚认为停播原因与最佳纪录片入围作品《登楼叹》描绘中国贫富差距、一众明星发表跟中国政府不同意见的亲乌克兰言论有关。
本届颁奖典礼重新设置主持人，由艾米·舒默、雷吉娜·霍尔和旺达·塞克丝三人担任，是2011年第83届奥斯卡金像奖以来首次有多位主持人担任司仪。

## 获奖及提名名单

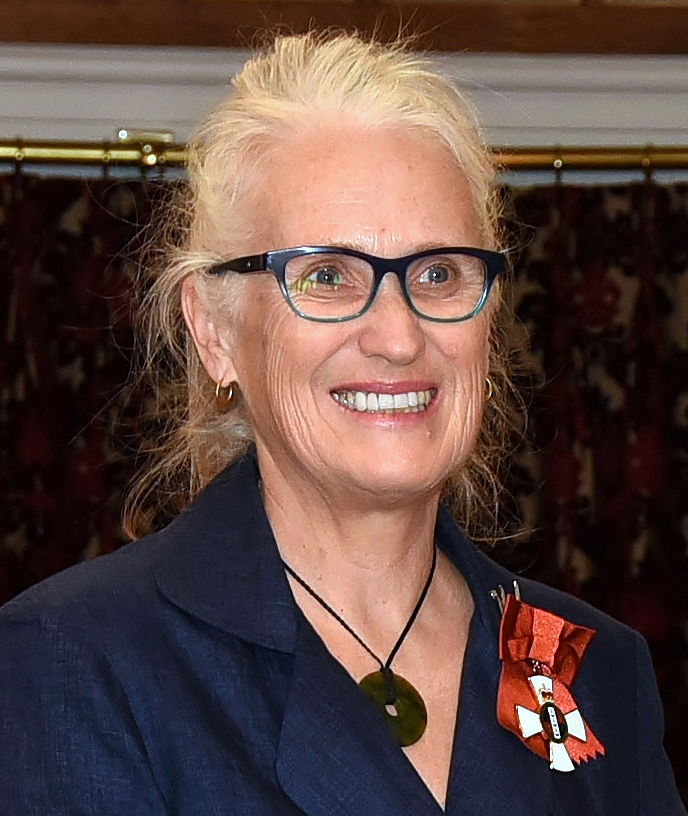
最佳导演：简·坎皮恩

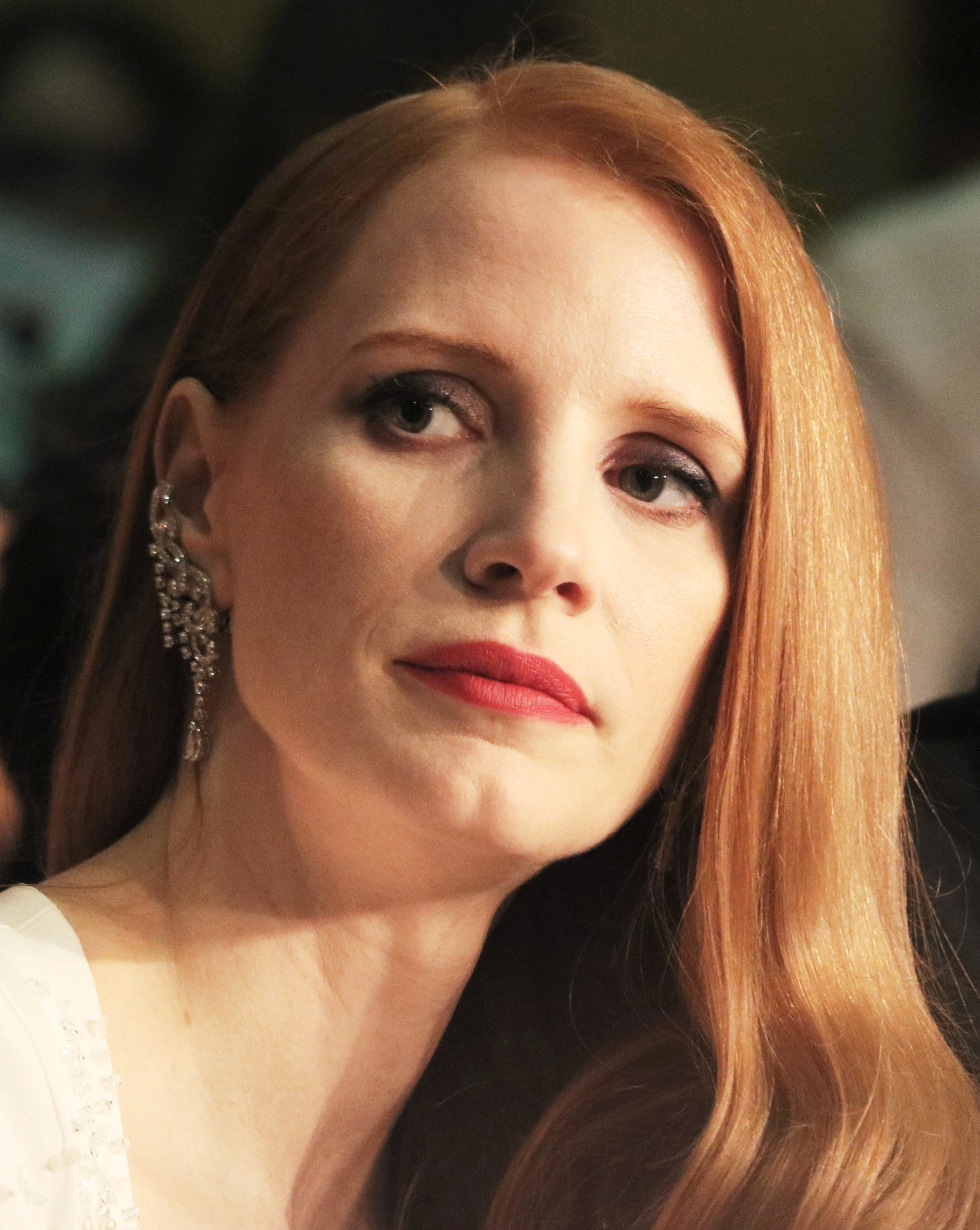
最佳女主角：杰西卡·查斯坦

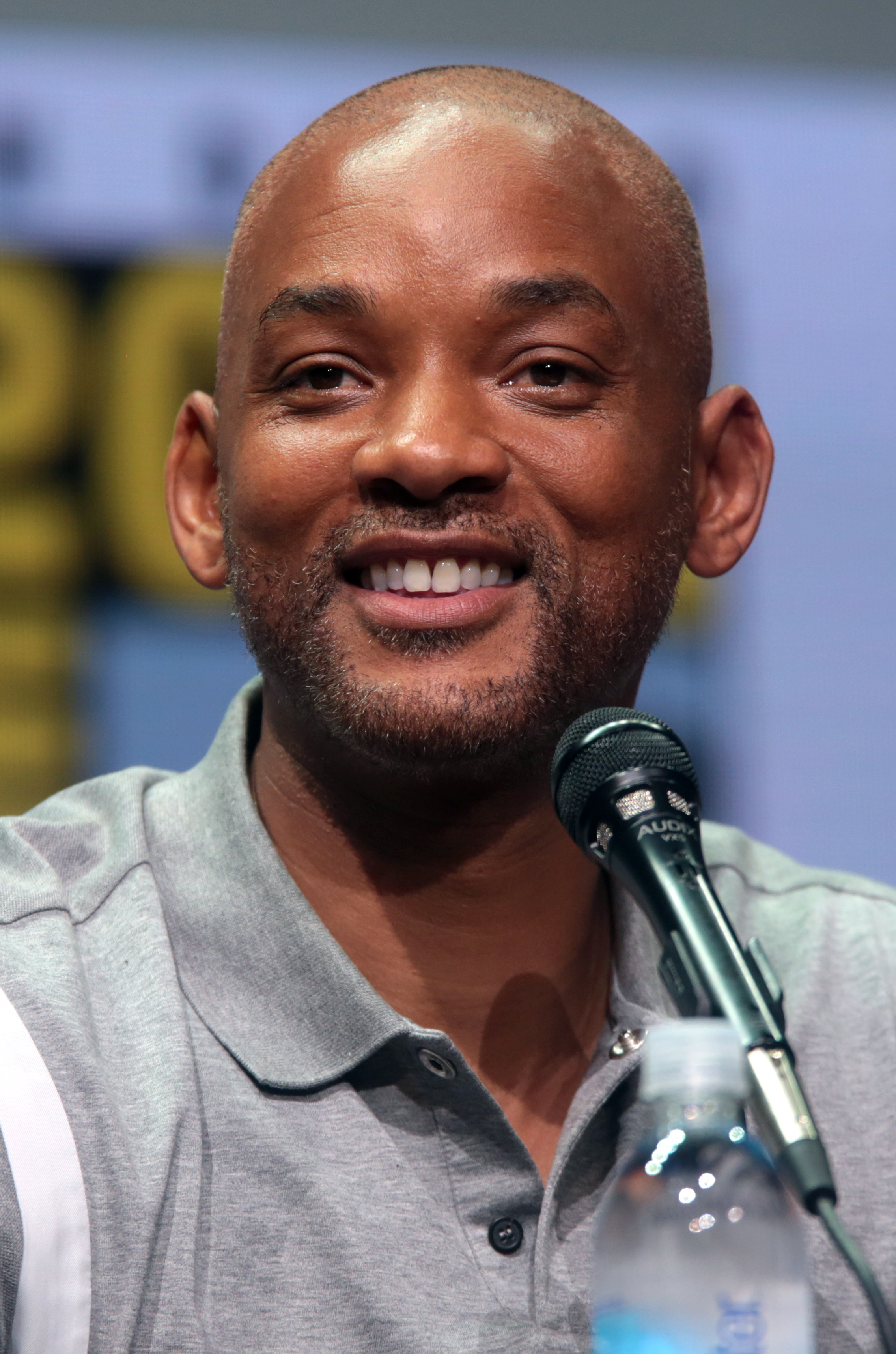
最佳男主角：威爾·史密斯

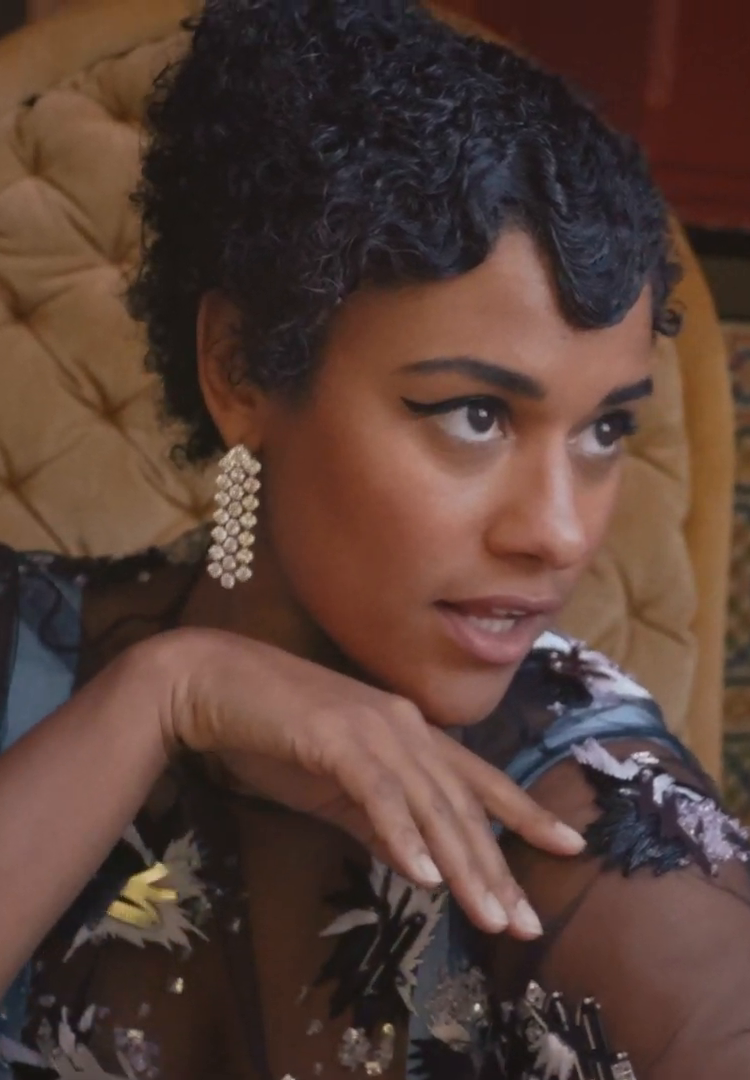
最佳女配角：亞莉安娜·黛博塞

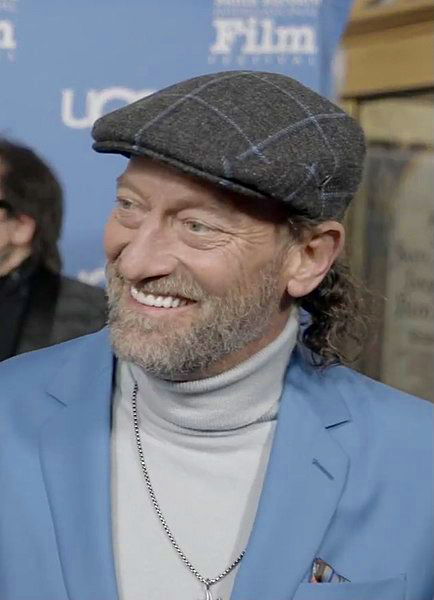
最佳男配角：特洛伊·科特蘇爾

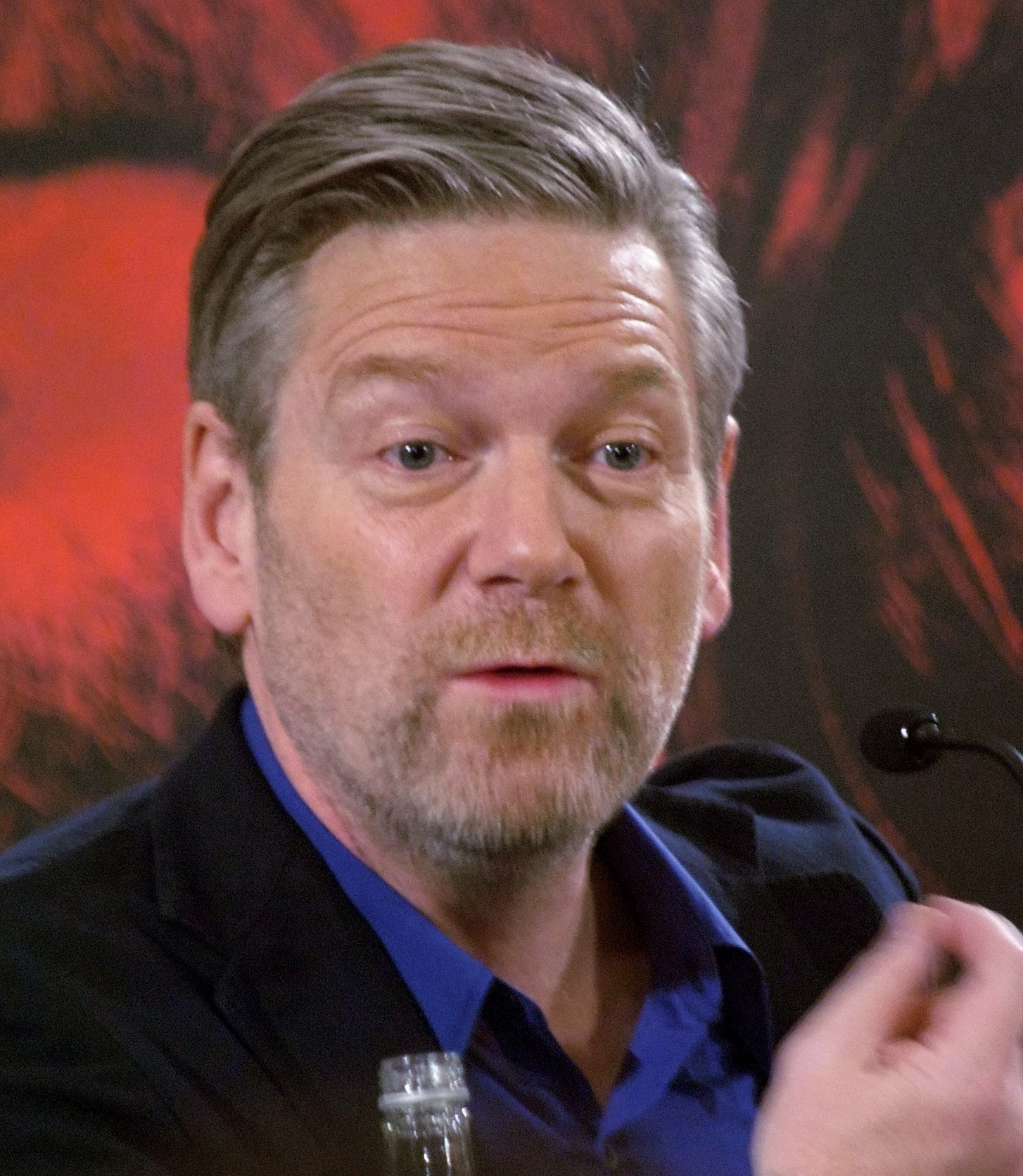
最佳原創劇本：簡尼夫·班納

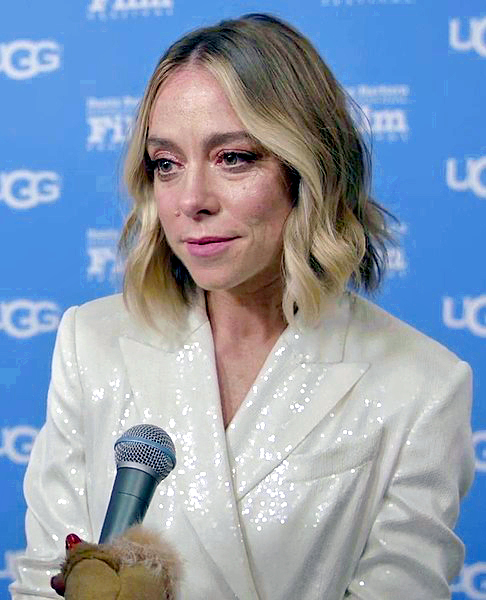
最佳改編劇本：夏安·海德

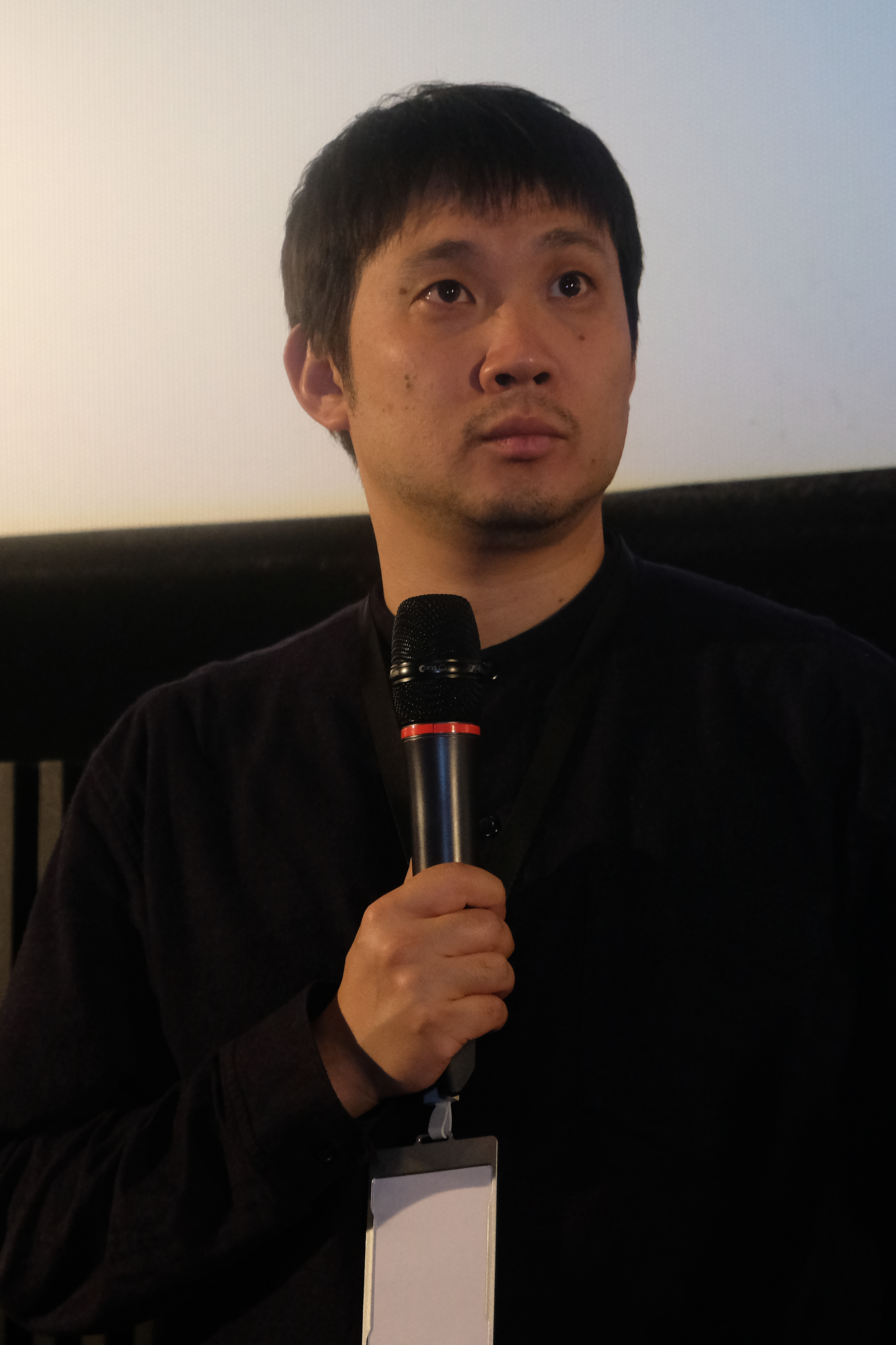
最佳國際影片得主：濱口龍介

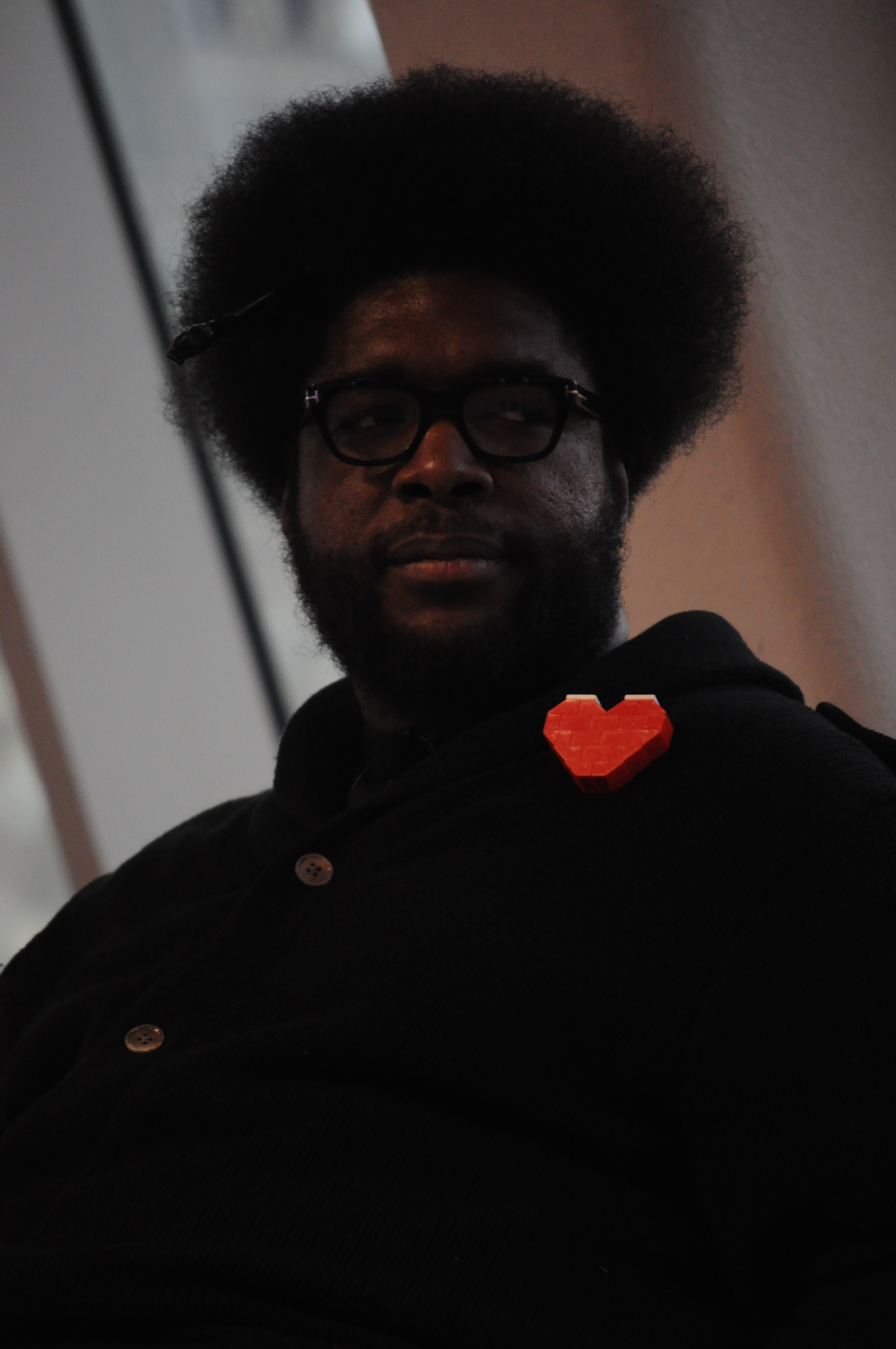
最佳紀錄長片得主：奎斯特拉夫

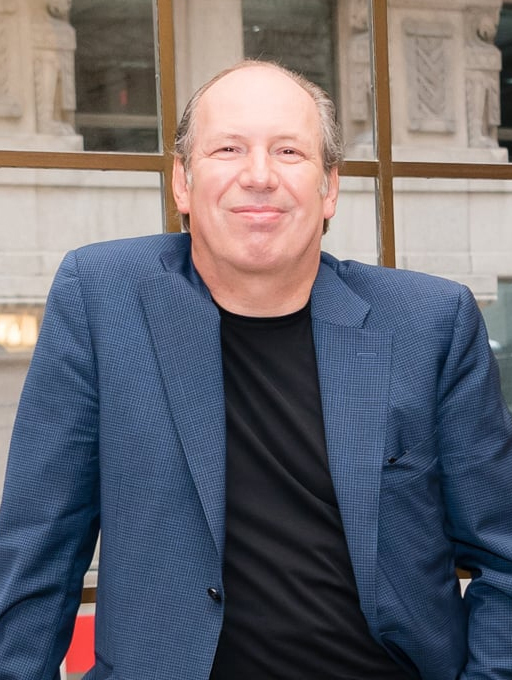
最佳原創配樂：漢斯·季默

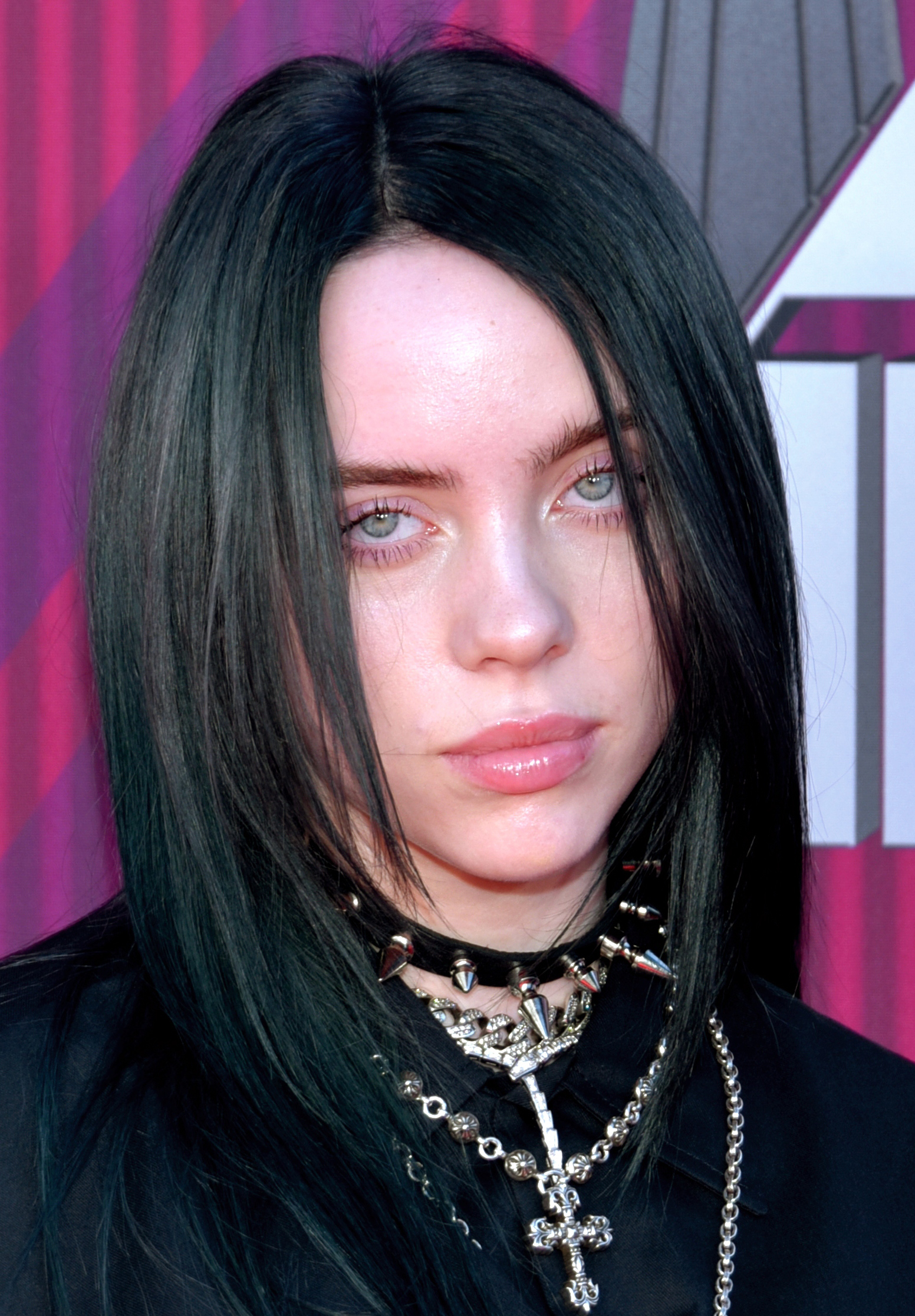
最佳原創歌曲得主：怪奇比莉

由Netflix發行的《犬山記》以12項提名成為入圍大贏家，也是首部获得10项以上提名的女导演电影，導演珍·康萍時隔28年再次入圍最佳導演，是第二位與第八位入圍的女性，也是首位獲得第二次提名的女性。攝影師阿黎·韋格納則是第二位入圍最佳攝影的女性。該片最終僅贏得最佳導演，康萍成為第三位獲得導演獎的女性，也是奧斯卡首次連續兩年由女性獲得導演獎。
由華納兄弟與傳奇影業共同發行的史詩科幻片《沙丘》以10項提名居次，最終贏得6座獎項，成為大贏家。
《健听女孩》是第一部以失聪人士为主演的最佳影片提名暨得獎作品，不僅是Apple TV+第一部獲提名暨得獎的原創電影，也是串流媒體首次贏得最大獎。入圍最佳男配角的特洛伊·科特蘇爾，是首位獲得提名的失聰男性，也是繼該片同僚瑪麗·麥特琳于1986年凭《失宠于上帝的孩子们》封之後，第二位入圍暨得獎的失聰演員。
《驾驶我的车》是首部入圍最佳影片的日本電影，導演濱口龍介則是第三位入圍最佳導演的日本人，該片也以四項提名與黑澤明執導的《亂》（1985年）並列獲得最多提名的日本電影，並成為第五部獲得最佳外語片／國際電影獎的日本電影。丹麥電影《漂浪人生》同樣創下影史紀錄，成為首部同時入圍最佳動畫長片、最佳紀錄長片與最佳國際影片等三項影片獎的電影。保羅·湯瑪斯·安德森執導的《甘草比萨》是自1988年最佳影片得主《雨人》以来，首部完全由米高梅制作、宣传及发行的提名作品。
憑藉《贝尔法斯特》入圍的簡尼夫·班納，打破佐治·古尼與華特·迪士尼的紀錄，成為奧斯卡史上獲得最多不同獎項提名的影人，綜觀他的職涯，一共入圍過最佳影片（2022）、最佳導演（1990、2022）、最佳男主角（1990）、最佳男配角（2012）、最佳原創劇本（2022）、最佳改編劇本（1997）與最佳實景短片（1993）等七個獎項。
由斯蒂芬·斯皮尔伯格執導的《西城故事》，是繼1962年的電影《叛艦喋血記》之後，第二部改編自奧斯卡最佳影片，並獲得最佳影片提名的電影。斯皮尔伯格以11次提名紀錄，成為奥斯卡史上入圍最佳影片最多次的製作人，也是第一位在過去连续六个年代間，皆曾获得最佳導演提名的电影人。該片的服裝設計師保罗·塔兹韦尔是第一位获最佳服装设计提名的非裔美国男性剧装设计师。
凯特·布兰切特凭借《千萬別抬頭》和《玉面情魔》成为首位参演過9部最佳影片提名作的女演员，超越已逝女星奥丽维亚·德哈维兰的8部紀錄。凭借《暗处的女儿》获表演獎提名的奧莉薇雅·柯爾曼和傑西·伯克利，是史上第三对在同一部提名电影中扮演同一角色的演员。本屆是奧斯卡史上首次有兩名公開出柜的LGBTQ+演员入圍，分別是憑《史賓賽》角逐影后的克莉絲汀·史都華，以及以《西城故事》角逐最佳女配角的亞莉安娜·黛博塞，後者更是繼麗塔·莫瑞諾後，以同一角色獲獎，也是第三位獲得最佳女配角的拉丁裔演員。各自憑《平行母亲》及《里卡多一家》角逐影帝后的佩内洛普·克鲁兹和哈維爾·巴登，与共同以《犬山記》角逐配角獎的克斯汀·鄧斯特和杰西·普莱蒙，是史上首两对在同一年获提名的伴侶，他们的提名横跨四大表演奖项。
本届是奥斯卡采用排序投票制以来第一次、2006年第78届奥斯卡金像奖以来第二次所有最佳女主角提名人未出演任何一部最佳影片提名作品，也是有史以来第一次最佳女主角提名人皆未获英国电影学院奖最佳女主角提名。

### 奖项
注：得獎者將以標示。
| 最佳影片 - 《健听女孩》 – 菲利普·罗塞莱（Philippe Rousselet）、法布里斯·詹费米（Fabrice Gianfermi）、帕特里克·沃克斯伯格（Patrick Wachsberger） - 《贝尔法斯特》 – 劳拉·博维克（Laura Berwick）、簡尼夫·班納、贝卡·科瓦西克（Becca Kovacik）、塔玛·托马斯（Tamar Thomas） - 《千萬別抬頭》 – 亞當·麥凱和凱文·梅賽克（Kevin Messick） - 《驾驶我的车》 – 山本晃久 - 《沙丘》 – 瑪麗·帕倫特、丹尼斯·维勒弗和凱爾·波伊特（Cale Boyter） - 《王者理查》 – 提姆·懷特（Tim White）、崔佛·懷特（Trevor White）和威爾·史密斯 - 《甘草比萨》 – 莎拉·墨菲（Sara Murphy）、亞當·薩姆納（Adam Somner）和保羅·湯瑪斯·安德森 - 《玉面情魔》 – 吉勒摩·戴托羅、J·邁爾士·戴爾和布萊德利·庫柏 - 《犬山記》 – 珍·康萍、坦雅·塞格欽、埃米爾·謝爾曼、伊恩·坎寧和羅傑·弗拉皮爾 - 《西城故事》 – 斯蒂芬·斯皮尔伯格和克莉絲汀·馬科斯庫·克瑞格 | 最佳導演 - 珍·康萍 – 《犬山記》 - 簡尼夫·班納 – 《贝尔法斯特》 - 濱口龍介 – 《驾驶我的车》 - 保羅·湯瑪斯·安德森 – 《甘草比萨》 - 斯蒂芬·斯皮尔伯格 – 《西城故事》 |
| 最佳男主角 - 威爾·史密斯 – 《王者理查》饰演理查德·威廉姆斯 - 哈維爾·巴登 – 《里卡多一家》饰演德西·阿南茲 - 班奈狄克·康柏拜區 – 《犬山記》饰演菲爾·伯班克（Phil Burbank） - 安德魯·加菲爾德 – 《倒數時刻》饰演強納生·拉森 - 丹泽尔·华盛顿 – 《馬克白》饰演 | 最佳女主角 - 杰西卡·查斯坦 – 《神聖電視台》饰演塔米·費耶·梅辛納 - 奧莉薇雅·柯爾曼 – 《暗处的女儿》饰演Leda Caruso - 佩内洛普·克鲁兹 – 《平行母亲》饰演Janis Martínez Moreno - 妮可·基嫚 – 《里卡多一家》饰演露西尔·鲍尔 - 克莉絲汀·史都華 – 《史賓賽》饰演威爾斯王妃戴安娜 |
| 最佳男配角 - 特洛伊·科特蘇爾 – 《健听女孩》饰演Frank Rossi - 希朗·漢德 – 《贝尔法斯特》饰演"Pop" - 杰西·普莱蒙 – 《犬山記》饰演George Burbank - J·K·西蒙斯 – 《里卡多一家》饰演威廉·弗劳利 - 寇帝·史密-麥菲 – 《犬山記》饰演彼得·戈登（Peter Gordon） | 最佳女配角 - 亞莉安娜·黛博塞 – 《西城故事》饰演Anita - 傑西·伯克利 – 《暗处的女儿》饰演young Leda Caruso - 茱蒂·丹契 – 《贝尔法斯特》饰演奶奶 - 克斯汀·鄧斯特 – 《犬山記》饰演蘿絲·戈登（Rose Gordon） - 安潔紐·艾莉絲 – 《王者理查》饰演奥拉森·普莱斯 |
| 最佳原創劇本 - 《贝尔法斯特》 – 簡尼夫·班納 - 《千萬別抬頭》 – 剧本：亞當·麥凱；故事：亞當·麥凱和戴维·西罗塔 - 《王者理查》 – 扎克·貝林（Zach Baylin） - 《甘草比萨》 – 保羅·湯瑪斯·安德森 - 《世界上最糟糕的人》 – 埃斯基尔·沃格特和尤沃金·提爾 | 最佳改編劇本 - 《健听女孩》 – 夏安·海德 - 《驾驶我的车》 – 濱口龍介和大江崇允 - 《沙丘》 – 喬恩·史貝斯、丹尼斯·维勒弗和艾瑞克·羅斯 - 《暗处的女儿》 – 瑪姬·吉倫荷 - 《犬山記》 – 珍·康萍 |
| 最佳動畫長片 - 《奇幻魔法屋》 – 傑瑞·布希、拜倫·霍華德、费特·梅里诺（Yvett Merino）和克拉克·斯潘塞 - 《漂浪人生》 – 乔纳斯·波赫·拉斯穆森、莫妮卡·赫尔斯特伦（Monica Hellström）、席涅·伯吉·索伦森和Charlotte De La Gournerie - 《路卡的夏天》 – 埃里康·卡萨罗萨和安德莉亚·沃伦（Andrea Warren） - 《米家大戰機器人》 – 麥可·里安達、菲爾·洛德與克里斯多福·米勒和寇特·阿尔布雷希特（Kurt Albrecht） - 《尋龍使者：拉雅》 – 唐·霍爾、卡洛斯·羅培茲·埃斯特拉達、奧斯娜特·舒爾和彼得·德維寇 | 最佳國際影片 - 《驾驶我的车》（ 日本） - 《漂浪人生》（ 丹麦） - 《上帝之手》（ 義大利） - 《不丹是教室》（ 不丹） - 《世界上最糟糕的人》（ 挪威） |
| 最佳紀錄長片 - 《夏日之魂》 – 奎斯特洛夫、Joseph Patel、Robert Fyvolent and David Dinerstein - 《登楼叹》 – Jessica Kingdon、Kira Simon-Kennedy and Nathan Truesdell - 《阿蒂卡監獄事件》 – 小斯坦利·尼尔森 and Traci A. Curry - 《漂浪人生》 – Jonas Poher Rasmussen、Monica Hellström、席涅·伯吉·索伦森 and Charlotte De La Gournerie - 《焰火書寫》 – Rintu Thomas and Sushmit Ghosh | 奥斯卡最佳纪录短片奖 - 《籃球女王》 – 班·普勞夫特 - 《問鼎之聲：球場成長日記》 – 麥修·歐根斯、吉歐夫·麥克林（Geoff McLean） - 《無家者的歸途》 – 佩卓·柯斯（Pedro Kos）、強·申克 - 《阿富汗的愛情頌歌》 – 伊莉莎白·米爾薩伊（Elizabeth Mirzaei）、古利斯坦·米爾薩伊（Gulistan Mirzaei） - 《我們都曾是霸凌者》 – 傑·羅森布拉特                                                                                |
| 最佳實景短片 - 《The Long Goodbye》 – Aneil Karia and 里兹·阿迈德 - 《逃離搶婚》 – 玛丽亚·布伦德勒 and Nadine Lüchinger - 《The Dress》 – Tadeusz Łysiak and Maciej Ślesicki - 《On My Mind》 – Martin Strange-Hansen and Kim Magnusson - 《Please Hold》 – K.D. Dávila and Levin Menekse | 最佳動畫短片 - 《雨刷愛情》 – 阿爾貝托·米爾戈 and Leo Sanchez - 《藝術情事》 – Joanna Quinn and Les Mills - 《她的獸性人生》 – Hugo Covarrubias and Tevo Díaz - 《搏擊芭蕾》 – Anton Dyakov - 《孤鳥羅賓》 – 丹·歐亞里（Dan Ojari）、麥克·普利斯（Mikey Please） |
| 最佳原創配樂 - 《沙丘》 – 漢斯·季默 - 《千萬別抬頭》 – 尼可拉斯‧布里特尔 - 《奇幻魔法屋》 – 吉曼·法蘭科 - 《平行母亲》 – 艾拔圖·拉格思 - 《犬山記》 – 强尼·格林伍德 | 最佳原創歌曲 - 《无暇赴死》- 《007：生死交戰》 – 作曲：比莉·艾利什；作词：比莉·艾利什和菲尼亞斯·奧康奈爾 - 《Be Alive》- 《王者理查》 – 词曲：碧昂絲和DIXSON - 《Dos Oruguitas》- 《奇幻魔法屋》 – 词曲：林-曼努爾·米蘭達 - 《Down to Joy》- 《贝尔法斯特》 – 词曲：范·莫里森 - 《Somehow You Do》- 《四個好日子》 – 词曲：黛安·華倫                                                                          |
| 最佳音響 - 《沙丘》 – 麦克·鲁斯、馬克·曼吉尼、西奧·格林、道格·亨普希尔、羅恩·巴特利特 - 《贝尔法斯特》 – Denise Yarde、Simon Chase、James Mather、尼夫·阿迪力 - 《007：生死交戰》 – 西蒙·海耶斯、奧利佛·塔尼、James Harrison、保罗·梅西、马克·泰勒 - 《犬山記》 – Richard Flynn、羅伯特·麥肯基、Tara Webb - 西城故事– 托德·梅特兰、加里·里德斯特罗姆、Brian Chumney、安迪·尼尔森、肖恩·墨菲 | 最佳美術設計 - 《沙丘》 – 美术设计：帕特里斯·弗米特；场景布置：祖珊娜·西波斯（Zsuzsanna Sipos） - 《玉面情魔》 – 美术设计：塔玛拉·德维雷尔 (Tamara Deverell)；场景布置：沙恩·維埃 - 《犬山記》 – 美术设计：葛蘭特·梅傑；场景布置：安珀·理查兹 (Amber Richards) - 《馬克白》 – 美术设计：斯特凡·德尚 (Stefan Dechant)；场景布置：南茜·黑格 - 《西城故事》 – 美术设计：亚当·斯托克豪森；场景布置：瑞纳·迪安基洛 |
| 最佳攝影 - 《沙丘》 – 格雷格·弗萊瑟 - 《玉面情魔》 – 丹·勞斯特森 - 《犬山記》 – 阿黎·韋格納 - 《馬克白》 – 布魯諾·戴波內爾 - 《西城故事》 – 亞努斯·卡明斯基 | 最佳化妝與髮型設計 - 《神聖電視台》 – Linda Dowds、Stephanie Ingram and Justin Raleigh - 《來去美國2》 – Mike Marino、Stacey Morris and Carla Farmer - 《時尚惡女：庫伊拉》 – Nadia Stacey、Naomi Donne and Julia Vernon - 《沙丘》 – 唐纳德·莫瓦特、羅夫·拉爾森 and 伊娃·馮·巴爾 - 《Gucci：豪門謀殺案》 – Göran Lundström、Anna Carin Lock and Frederic Aspiras                                             |
| 最佳服裝設計 - 《時尚惡女：庫伊拉》 – 珍妮·比雲 - 《情聖西哈諾》 – 马西莫·坎蒂尼·帕里尼 (Massimo Cantini Parrini)和賈桂琳·杜倫 - 《沙丘》 – 杰奎琳·韦斯特和鲍勃·摩根 (Bob Morgan) - 《玉面情魔》 – 路易斯·塞奎拉 - 《西城故事》 – 保罗·塔兹韦尔 | 最佳剪輯 - 《沙丘》 – 喬·沃克 - 《千萬別抬頭》 – 漢克·考文 - 《王者理查》 – 潘蜜拉·馬田 - 《犬山記》 – 彼得·西貝拉斯（Peter Sciberras） - 《倒數時刻》 – 邁倫·克斯坦（Myron Kerstein）、安德魯·威斯布魯 |
| 最佳視覺效果 - 《沙丘》 – 保罗·兰伯特、特里斯坦·迈尔斯、Brian Connor、Gerd Nefzer - 《脫稿玩家》 – 斯温·吉尔伯格、Bryan Grill、Nikos Kalaitzidis、丹·薩迪克 - 《007：生死交戰》 – Charlie Noble、Joel Green、Jonathan Fawkner、克里斯·寇爾博得 - 《尚氣與十環傳奇》 – 克里斯托弗·湯森、Joe Farrell、Sean Noel Walker、丹·奥利弗 - 《蜘蛛人：無家日》 – 凯利·波特、Chris Waegner、Scott Edelstein、丹·薩迪克 | |

### 學院主席獎
影藝學院在2021年6月24日宣佈了第十二屆學院主席獎的獲獎者，典禮原訂於2022年1月15日舉行，但因疫情嚴峻而延期至3月25日舉行。

#### 奧斯卡榮譽獎
- 森姆·積遜 – 美國男演員及監製
- 伊莱恩·梅 – 美國演員、導演及編劇
- 麗芙·烏曼 – 挪威電影演員、作家與導演

#### 简·赫尔索特人道精神奖
- 丹尼·葛洛佛 – 美國男演員、導演、監製和政治活動家。

### 多项获奖与提名
| 提名数 | 作品                 |
| ------ | -------------------- |
| 12     | 《犬山記》           |
| 10     | 《沙丘》             |
| 7      | 《贝尔法斯特》       |
| 7      | 《西城故事》         |
| 6      | 《王者理查》         |
| 4      | 《千萬別抬頭》       |
| 4      | 《驾驶我的车》       |
| 4      | 《玉面情魔》         |
| 3      | 《里卡多一家》       |
| 3      | 《健听女孩》         |
| 3      | 《奇幻魔法屋》       |
| 3      | 《漂浪人生》         |
| 3      | 《甘草比萨》         |
| 3      | 《暗处的女儿》       |
| 3      | 《007：生死交戰》    |
| 3      | 《馬克白》           |
| 2      | 《時尚惡女：庫伊拉》 |
| 2      | 《神聖電視台》       |
| 2      | 《平行母亲》         |
| 2      | 《倒數時刻》         |
| 2      | 《世界上最糟糕的人》 |

| 獲獎数 | 作品           |
| ------ | -------------- |
| 6      | 《沙丘》       |
| 3      | 《樂動心旋律》 |
| 2      | 《神聖電視台》 |

## 頒獎嘉賓及表演者
下列为典礼颁奖主持嘉宾及表演嘉宾名单：
| 名称                                  | 角色 |
| ------------------------------------- | --- |
| 塞雷娜·威廉姆斯 维纳斯·威廉姆斯       | 引荐最佳原创歌曲提名作品《Be Alive》表演 |
| DJ卡利                                | 介绍主持人 |
| 丹尼尔·卡卢亚 H.E.R.                  | 颁发奥斯卡最佳女配角奖 |
| 喬許·布洛林 杰森·莫玛                 | 在电视转播前颁发： 奥斯卡最佳动画短片奖 奥斯卡最佳纪录短片奖 奥斯卡最佳剪辑奖 奥斯卡最佳實景短片奖 奥斯卡最佳化妆与发型设计奖 奥斯卡最佳原创音乐奖 奥斯卡最佳艺术指导奖 奥斯卡最佳音响奖 |
| 蘿西·培瑞茲 伍迪·哈里森 衛斯里·史奈普 | 颁发奧斯卡最佳攝影獎 |
| 雅各·艾洛迪 瑞秋·曾格勒               | 颁发奧斯卡最佳視覺效果獎 |
| 東尼·霍克 凯利·史莱特 肖恩·怀特       | 主持纪念詹姆斯·邦德系列电影60周年环节 |
| 史蒂芬妮·碧翠絲                       | 引荐最佳原创歌曲提名作品《Dos Oruguitas》表演 |
| 海莉·貝莉 莉莉·詹姆斯 娜歐蜜·史考特   | 颁发奧斯卡最佳動畫片獎 |
| 尹汝貞                                | 颁发奥斯卡最佳男配角奖 |
| 蒂芬妮·哈戴許 劉思慕                  | 颁发奥斯卡最佳國際影片獎 |
| 米娜·古妮丝                           | 引荐最佳原创歌曲提名作品《Somehow You Do》表演 |
| 露丝·卡特 露琵塔·尼詠歐               | 颁发奥斯卡最佳服装设计奖 |
| 約翰·李古查摩                         | 引荐《We Don't Talk About Bruno》表演 |
| 珍妮佛·嘉納 艾略特·佩吉 J·K·西蒙斯    | 颁发奥斯卡最佳原创剧本奖 |
| 尚恩·曼德斯 特蕾西·埃莉斯·罗斯        | 颁发奧斯卡最佳改編劇本獎 |
| 雷米·馬利克                           | 引荐最佳原创歌曲提名作品《No Time to Die》表演 |
| 基斯·洛克                             | 颁发奥斯卡最佳纪录片奖 |
| 肖恩·库姆斯                           | 主持纪念教父三部曲50周年环节 |
| 泰勒·派瑞 比爾·莫瑞 潔美·李·寇蒂斯    | 缅怀环节致敬西德尼·波蒂埃、伊万·雷特曼和貝蒂·懷特 |
| 吉尔·斯科特                           | 缅怀环节结尾发言 |
| 杰克·吉林哈尔 佐伊·克拉维茨           | 颁发奥斯卡最佳原创歌曲奖 |
| 凯文·科斯特纳                         | 颁发奥斯卡最佳导演奖 |
| 约翰·特拉沃尔塔 森姆·積遜 乌玛·瑟曼   | 颁发奥斯卡最佳男主角奖 |
| 安東尼·霍普金斯                       | 颁发奥斯卡最佳女主角奖 |
| Lady Gaga 麗莎·明內利                 | 颁发奥斯卡最佳影片奖 |

| 名称 | 表演                                            |
| --- | ----------------------------------------------- |
| 碧昂絲 | 《王者理查》主题曲《Be Alive》                  |
| 塞巴斯蒂安·亚特拉 | 《奇幻魔法屋》主题曲《Dos Oruguitas》           |
| 瑞芭·麦肯泰尔 | 《美好的四天》主题曲《Somehow You Do》          |
| 爱达莎 史蒂芬妮·碧翠絲 毛罗·卡斯蒂略（Mauro Castillo） 卡萝莱娜·盖坦 黛安·格雷罗 貝姬·G 路易斯·馮西 梅根·西·斯塔莉安 | 《奇幻魔法屋》插曲《We Don't Talk About Bruno》 |
| 比莉·艾利什 菲尼亞斯·奧康奈爾                                                                                        | 《007：生死交戰》主题曲《No Time to Die》       |
| The Samples | 缅怀环节                                        |
| DJ D-Nice | 现场DJ                                          |

原计划表演《贝尔法斯特》主题曲《Down to Joy》的范·莫里森因巡演档期冲突未表演。

## 典禮花絮

### 最佳影片提名作品收视
和上一届一样，受疫情影响，最佳影片提名作品票房惨淡。成绩最好者为《沙丘》，票房突破4亿美元，其次为《西城故事》，票房为7520万美元。根据晨曦咨询（Morning Consult）在2022年3月22日发布的调查数据，两部电影是十部提名作品中关注度最高、人气最旺的作品，4.5万名受访者有66%听说过《西城故事》，54%听说过《沙丘》。同一份调查还显示22%的受访者完整看过《千萬別抬頭》、19%看过《沙丘》、16%看过《西城故事》、4%看过《贝尔法斯特》。根据《Deadline Hollywood》的票房数据，截至2022年3月20日，有310万户美国家庭在流媒体平台HBO Max和Hulu观看了《玉面情魔》，其中210万户在2月8日奥斯卡提名揭晓后观看，是十部作品中点击量最高的一部。其次是《西城故事》，共有210万户在Disney+和HBO Max观看。

### 瑞秋·泽格勒未获邀请
2022年3月20日，在最佳影片提名电影《西城故事》中扮演女主角玛丽亚的瑞秋·曾格勒在Instagram发文，吐槽主办方未邀请自己出席典礼：“我什么方法都用过了，但就是没用......我会躺在沙发上为《西城故事》加油，为我们三年来不知疲倦地做的工作感到骄傲。但愿奇迹能在最后一秒出现，好让我能亲自庆祝我们的电影......我太失望了，不过还好。为我们的电影感到自豪。”值得注意的是，主办方邀请了其他行业的知名人士出任颁奖嘉宾，包括滑板运动员東尼·霍克、冲浪运动员凯利·斯拉特和滑雪运动员肖恩·怀特。根据《娱乐周刊》披露，现场门票由提名电影背后的制片方自行分配，只有获提名人士及出席嘉宾不受影响。最终，主办方向在伦敦准备迪士尼电影《白雪公主》的泽格勒补发了邀请函。

### 威爾·史密斯掌摑克里斯·洛克
继2016年的种族歧视言论后，奥斯卡最佳纪录片颁发者克里斯·洛克的言论再度惹祸。他在发言中稱威尔·史密斯的妻子贾达·萍克特·史密斯脱发的样子適合接演《魔鬼女大兵》續集，引起台下的威尔·史密斯愤怒，径直走到台上扇了他一巴掌，事后叫他“嘴里少他妈提我老婆的名字”。有关画面被美国转播商美国广播公司紧急消音，但被海外转播方（如澳大利亚的七號電視網、拉美的特纳电视网、日本的WOWOW）原音呈现，并在网上快速传播。现场嘉宾及电视观众对事件感到意外、震惊，纷纷猜测事件是不是事先安排好的。根据《综艺》杂志报道，笑话是洛克临时起意说的，之前没有排练过。事件可能是奥斯卡有史以来第一起舞台暴力事件。
后来威尔·史密斯赢得最佳男主角时就自己的行为含泪道歉，称自己是在保护身边人，未提到洛克的名字。根据洛杉矶警察局的声明，洛克事后未报警。在场嘉宾及其他名人纷纷谴责威尔的行为，其中馬克·漢米爾和米娅·法罗称事件是奥斯卡史上“最丑陋的时刻”。部分人觉得他是在保护自己的妻子，其他人则谴责了洛克的玩笑话及威尔的反应，哀叹随之而来的风波分散了大家对获奖者的关注。随后，威尔的儿子贾登在Twitter发文，为父亲辩护。制作团队事后打算将威尔请出会场，但考虑到会影响节目的转播及时长限制而放弃。典礼翌日，学院发表声明，谴责威尔的行为，表示事件会交由内部评估。随后威尔在Instagram发布贴文，正式向洛克、学院、大小威家人及《王者理查》剧组成员道歉，称自己的行为“不可接受、不可原谅”。
3月28日，学院宣布正式调查事件。根据董事会主席披露的计划，董事会将依照学院的章程和行为准则及加州法律商讨进一步行动机处理结果。学院主席大卫·鲁宾（David Rubin）其后致信学院成员，表示官方需要一周时间走流程，以决定对史密斯采取的合理行动。威尔于4月1日宣布辭退学院的會員資格。影藝學院於同月8日指出，他未來10年不得參與任何奧斯卡相關活動。

### 动画片笑话争议
本届最佳动画片由三位在迪士尼真人电影中扮演公主的演员颁发，分别为《仙履奇緣》的莉莉·詹姆斯、《阿拉丁》的娜歐蜜·史考特和《小美人魚》的海莉·貝莉。在开场白中，她们表示动画片对“看过一遍又一遍”的孩子来说是“走过场”，其中斯科特还补充说：“我都觉得有些家长明白我们说什么。”，连作为主持人的艾米·舒默亦称：“我唯一看过的动画只有《魔法满屋》，因为我的孩子。”`。相关言论被动画产业人士严厉批评，认为是在延续动画电影仅限儿童观看的观点，而没看到行业自疫情以来持续不断为好莱坞贡献内容及收入。更具真争议的是，提名作品主要面向儿童的最佳动画短片奖未在电视转播中颁发。相关言论在动画产业从业者掀起“动画产业新政”（NewDeal4Animation）运动，要求取得和真人电影业者同等报酬、同等待遇和同等认可的背景下出现，学院做法被指是在蔑视动画、抹杀从业者的诉求。提名作品《智能大反攻》的制片人菲爾·洛德在推特反讽道：“把动画定义为孩子看、大人忍受的东西，简直是太酷了。”随后，影片官方社交媒体发表“动画是电影”（Animation IS cinema）的图片应和。

## 緬懷
缅怀环节致敬下列过去一年离世的电影工作者：
- 西德尼·波蒂埃 – 演员、导演
- 奧林匹亞·杜卡基斯 – 演员
- 威廉·赫特 – 演员
- 史蒂芬·桑坦 – 作曲
- 哈里娜·哈欽斯 – 摄影
- 尼德·巴蒂 – 演员
- 彼得·博格丹诺维奇 – 演员、导演、编剧
- 克拉伦斯·威廉姆斯三世（英语：Clarence Williams III） – 演员
- 克里斯·休万（Chris Huvane）– 艺人经纪
- 迈克尔·K·威廉姆斯 – 演员
- 杰罗姆·赫尔曼（英语：Jerome Hellman） – 监制
- 让-保罗·贝尔蒙多 – 演员
- 大卫·H·德帕蒂（英语：David H. DePatie） – 监制
- 玛莎·德·劳伦蒂斯（英语：Martha De Laurentiis） – 监制
- 欧文·扬（英语：Irwin Young） – 胶片实验室行政、监制
- 萨莉·凯勒曼（英语：Sally Kellerman） – 演员
- 李察·唐納 – 导演
- 伊万·雷特曼 – 导演、制片
- 和田惠美 – 服装设计
- 伊薇特·米米厄（英语：Yvette Mimieux） – 演员
- 千叶真一 – 动作演员
- 里娜·韋特繆勒 – 导演、编剧
- 道格拉斯·特朗布尔（英语：Douglas Trumbull） – 视觉效果、导演、监制
- 布赖恩·戈德纳 – 监制
- 罗伯特·布莱克 – 视觉效果监督
- 费利佩·卡萨尔斯（英语：Felipe Cazals） - 导演、编剧、监制
- 萨吉诺·格兰特（英语：Saginaw Grant） – 演员
- 狄恩·史達威爾 – 演员
- 乔·格雷戈里（英语：Jon Gregory (film editor)） – 剪辑
- 多萝西·斯蒂尔（英语：Dorothy Steel (actress)） – 演员
- 梅尔文·范·皮布尔斯（英语：Melvin Van Peebles） – 导演、监制、编剧、演员
- 小艾伦·拉德（英语：Alan Ladd Jr.） - 监制、行政
- 戴維·布倫納 - 剪辑
- 唐·菲利普斯（英语：Don Phillips） - 选角导演、监制
- 比尔·泰勒（英语：Bill Taylor） - 视觉特效监督、摄影
- 诺曼·劳埃德（英语：Norman Lloyd） – 演员
- 露丝·汤普森 - 动画师
- 布拉德·艾伦（英语：Brad Allan） - 特技演员、特技协调
- 米基斯·提奥多拉基斯 - 作曲
- 马克斯·朱利安（英语：Max Julien） - 演员、编剧、监制
- 刘易斯·厄斯金（Lewis Erskine） - 剪辑
- 托尼·沃尔顿（英语：Tony Walton） - 美术指导、服装设计
- 史蒂夫·夏皮罗（英语：Steve Schapiro） - 摄影
- 卡门·萨利纳斯（英语：Carmen Salinas） – 演员
- 保罗·穆尼 – 演员、编剧
- 貝蒂·懷特 – 演员
- 玛丽莲·伯格曼（英语：Marilyn Bergman） – 作词
- 莱斯利·布里斯（英语：Leslie Bricusse） – 词曲作者、编剧
- 玛西娅·纳萨蒂尔（英语：Marcia Nasatir） – 执行监制
- 巴迪·范·霍恩（英语：Buddy Van Horn） – 特技演员、特辑协调、导演
- 黛安·韦尔曼（英语：Diane Weyermann） – 监制、行政
- 简·鲍威尔 – 演员、歌手
- 查尔斯·格罗丁（英语：Charles Grodin） – 演员

## 国际电视转播
- 台灣——台视
- 韩国——TV朝鲜（直播） OCN（录播，韩国时间当晚21:00）
- 日本——WOWOW cinema
- 新加坡——新传媒5频道
- 马来西亚——Astro Ria、Showcase Movies